# Dzialu
Dzialu (język tybetański: 'ja 'lus tęczowe ciało) – oznaka pełnego urzeczywistnienia w dzogczen.
Emanacja ciała, która widoczna jest wokół szczególnie uduchowionych umierających. Znana powszechnie w buddyzmie. W skrajnych przypadkach z ciała umierającego pozostają tylko paznokcie i włosy. W tym czasie wśród zgromadzonych panuje szczególnie podniosła atmosfera. Jest to widomy znak urzeczywistnienia w tym życiu nauk Oświeconych Buddów oraz umiejętności kontrolowania żywiołów w trakcie procesu umierania. Obserwuje się także spadek ciężaru i rozmiarów ciała.